# Кокко, Александр
Алекса́ндр  Ко́кко (фин. Aleksandr Kokko; 4 июня 1987, Ленинград, СССР) — финский и российский футболист, нападающий.

## Клубная карьера
Начал играть в футбол в школьной команде Кировского района Петербурга. В 1997 году вместе с семьёй переехал в Финляндию, где начал играть в молодёжной команде клуба «Джаз» из города Пори. В 17 лет в составе клуба дебютировал в чемпионате Финляндии.
Перед началом сезона 2007 перешёл в «Хонку», сыграл в 6 матчах.
5 мая 2008 года оформил хет-трик в матче против «Хаки», который завершился с итоговым счётом 7:0. Эти голы стали для него первыми в Вейккауслиге. 2008 год был удачным для Кокко. В этом году он разделил награду лучшего бомбардира Вейккауслиги с Генри Мюнтти, забив 13 мячей. Также он получил награды лучшего нападающего и новичка года.
В январе 2009 года финское издание IS Veikkaaja сообщило, что «Реал Бетис» планирует взять Кокко в аренду.
В августе 2010 года Кокко был отдан в аренду в «Пори».
В марте 2011 года подписал однолетний контракт с клубом ВПС.
В апреле 2012 года подписал очередной однолетний контракт с клубом первого дивизиона РоПС.
Приглашался на просмотр в российский клуб «Томь».
В 2015 году во второй раз стал лучшим бомбардиром чемпионата Финляндии.

## Карьера в сборной
Кокко дебютировал за молодёжную сборную Финляндии до 21 года 20 августа 2008 года в матче со сборной Швеции.

## Личная жизнь
Александр Кокко родился в семье с русскими и финскими (ингерманландскими) корнями. В возрасте десяти лет он с семьёй переехал в Финляндию, в город Пори. Имеет два гражданства — финское и российское.